# Hoog-Elten
Hoog-Elten (Duits: Hochelten) is een deel van het Duitse dorp Elten op de top van de Eltenberg in de Duitse grensgemeente Emmerik (Duits: Emmerich am Rhein).
Hoog-Elten en de Eltenberg zijn landschappelijk gezien een onderdeel van het hoofdzakelijk in Nederland gelegen bosgebied Montferland.

## Geschiedenis
Rond 967 werd op de Eltenberg door graaf Wicham IV een vrouwenabdij gesticht, de Vitusabdij, een adellijk jufferen- of damesstift. Zijn dochter Liutgard van Elten werd de eerste abdis van het Sticht Elten. Onder meer grote delen van het Gooi waren vanaf 968 tot 1806 eigendom van de abdij. De Sint-Vituskerk in Hoog-Elten was tijdens de middeleeuwen een residentie van de graaf van Hamaland. Het gebied tussen de Rijn en Oude IJssel was in deze tijd de pagus Leomerike (Gouw Liemers), een district van Hamaland. De Hollandse graaf Floris V kocht in 1285 van hen het recht als landsheer in het Gooi op te treden. In 1811 gaf Napoleon, die dit deel van het Rijnland bezette, het bevel tot opheffing van de abdij, die rond 1832 grotendeels werd gesloopt.
De huidige rooms-katholieke Sint-Vituskerk op de Elterberg dateert van 1677, raakte in 1945 door oorlogshandelingen zwaar beschadigd, maar werd nadien weer gerestaureerd. Achter het kerkje staat sinds 1989, op een panoramapunt, het kunstwerk de Steintor; wie door de kunstplaten heen kijkt, ziet in de verte de baroktuinen van de stad Kleve.
Op 23 april 1949 werd het gebied ter compensatie voor de Duitse bezetting tijdens de Tweede Wereldoorlog aan Nederland toegewezen. Dit heeft geduurd tot het op 1 augustus 1963 aan Duitsland werd teruggegeven. In de eerste week na de annexatie door Nederland kwamen al 20 bussen met toeristen naar Hoog Elten. Met een hoogte van 82 meter biedt de heuvel een fraai uitzicht op de omgeving.

## Bezienswaardigheden
De 57 meter diepe Drususbrunnen boven op de Eltenberg is genoemd naar de Romeinse veldheer Drusus. Deze waterput werd aangelegd om de in 980 gebouwde vrouwenabdij van water te voorzien en diende tot de ingebruikname van het waterleidingnetwerk (1931) als waterverzorging voor de bevolking van Hoog-Elten.
Het Pieterpad en het Noaberpad lopen door Hoog-Elten. Aan de voet van de Eltenberg aan de kant van Hüthum is een camping gevestigd.
Beeld van de Sint-Machutus in de Sint-Vituskerk, oorspronkelijk een Mariabeeld uit de 12e eeuw.

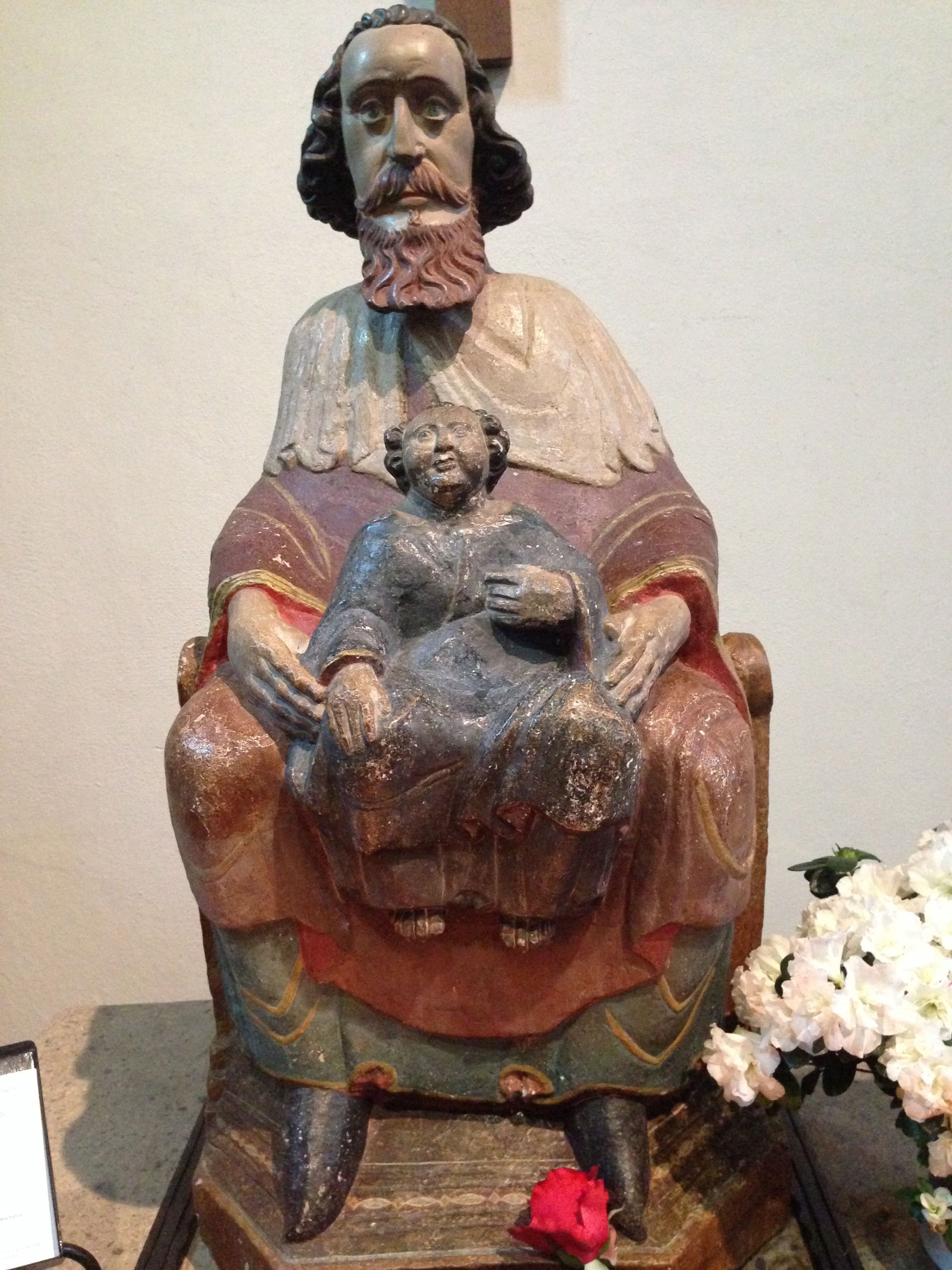
Het Sint-Machutusbeeld
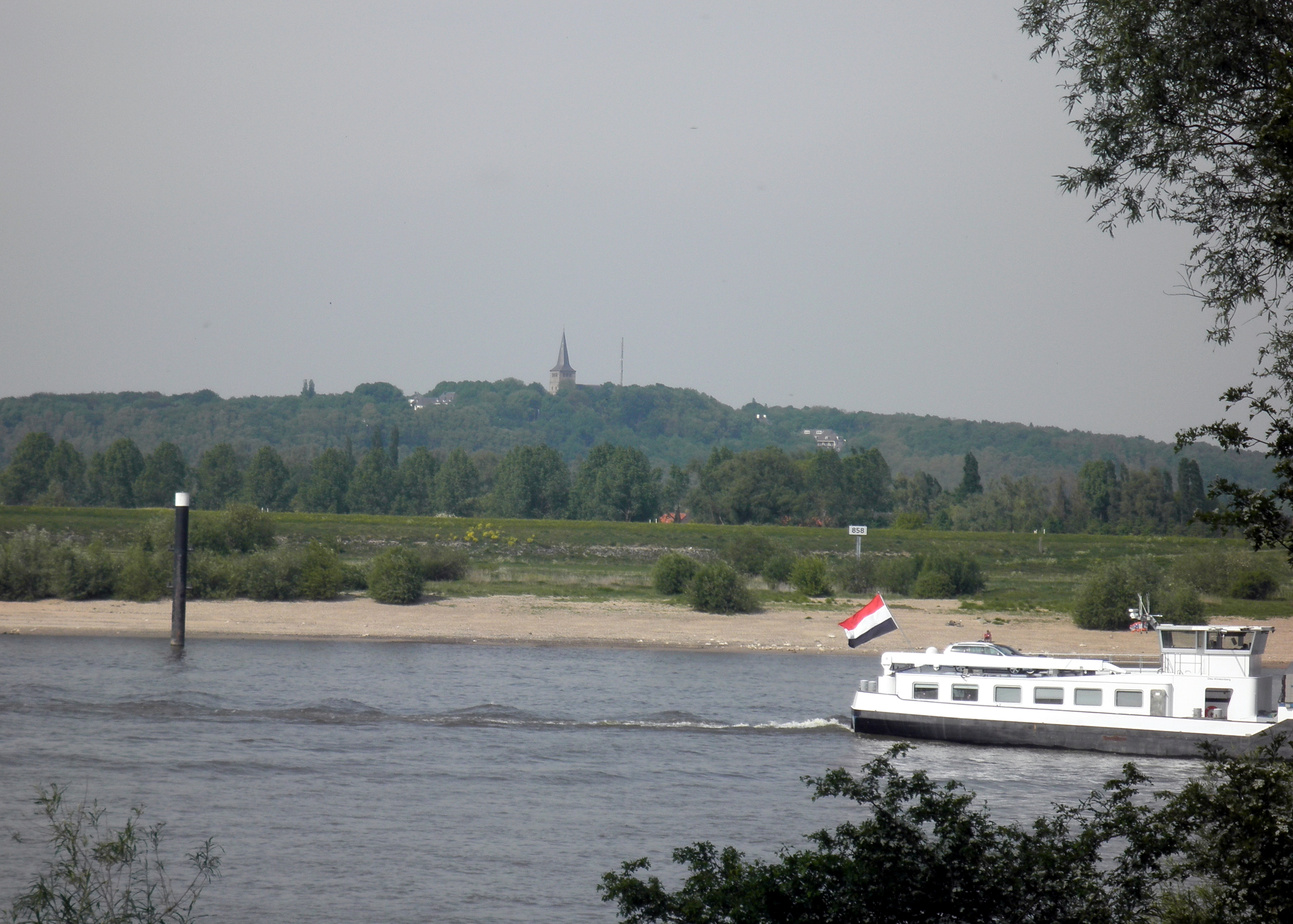
Blik op Hoog-Elten vanaf Spyck
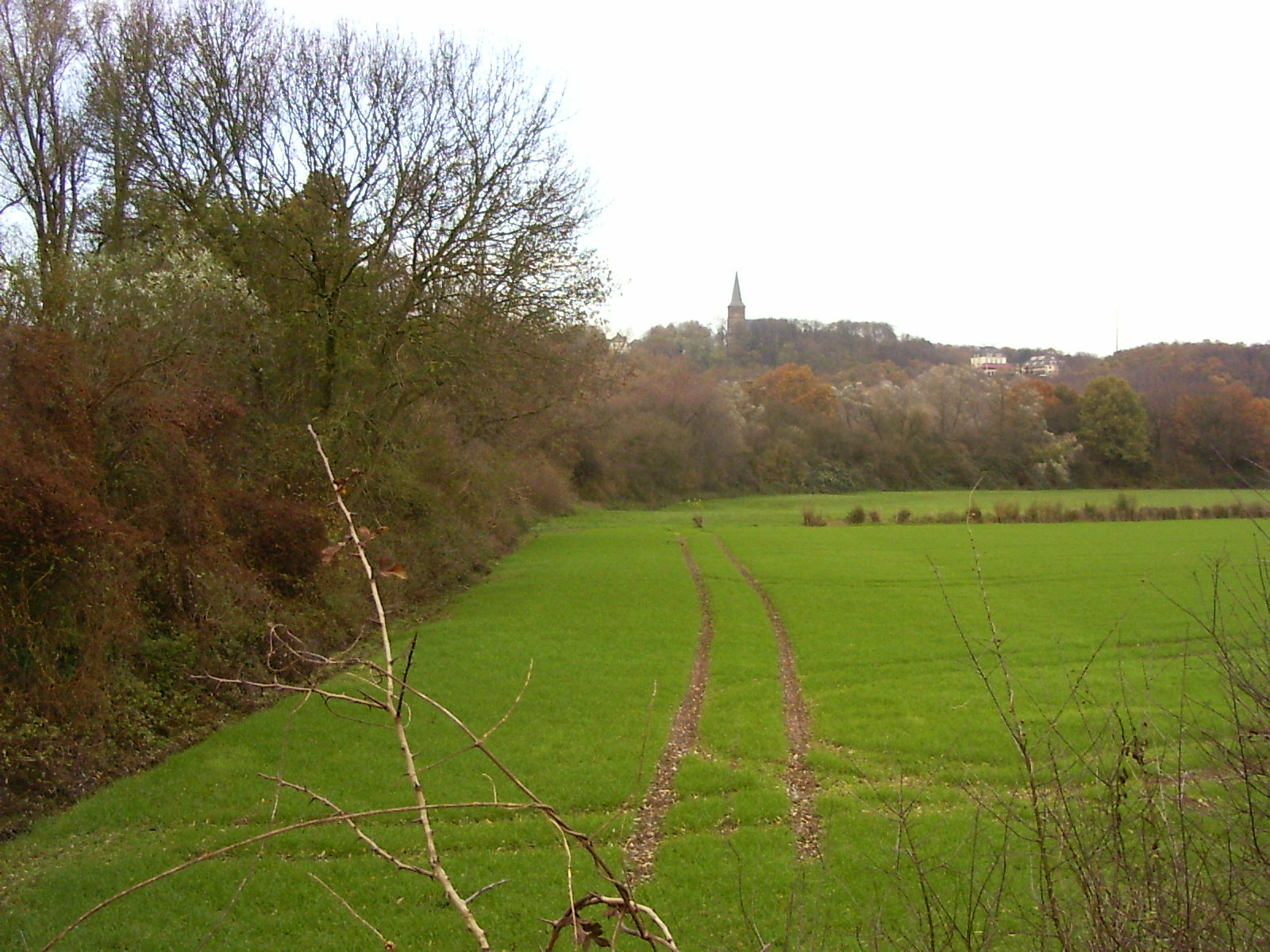
Blik op Hoog-Elten langs de spoordijk